# Carlyle Atkinson
Carlyle Atkinson (* 4. Dezember 1892 in Darwen, Lancashire, England; † 5. August 1968 in Napier, Hawke’s Bay, Neuseeland) war ein britischer Schwimmer.
Atkinson nahm 1912 bei den Olympischen Sommerspielen in Stockholm am Wettbewerb über 200 Meter Brust teil und erreichte das Halbfinale.